# Ugni
|  | No s'ha de confondre amb Ugny. |

Ugni és un gènere de plantes que conté unes 10 espècies dins la família de la murtra. Són plantes natives de l'oest d'Amèrica del Sud i Amèrica central des dels boscos plujosos de Valdívia a Xile i regions de l'Argentina, al sud de Mèxic i també les illes Juan Fernández de Xile. El nom científic deriva del nom uñi de l'idioma mapuche que correspon a l'espècie U. molinae. Aquest gènere sovint s'inclou ja sia al gènere Myrtus o al gènere Eugenia. Són arbusts de fullatge perennifoli que fan d'1 a 5 m d'alt.

## Algunes espècies
| Ugni angustifolia Burret Ugni bridgesii O.Berg Ugni candollei O.Berg Ugni disterigmoides Ant.Molina Ugni molinae Turcz. Ugni montana (Benth.) O. Berg |  | Ugni myricoides O.Berg Ugni philippii O.Berg Ugni poeppigii O.Berg Ugni selkirkii O.Berg Ugni vaccinioides Burret |  |